# بونزن (دهانه)
بونزن یک دهانه برخوردی در ماه است.

## دهانه‌های اقماری
این دهانه ۴ دهانه اقماری دارد.
| Bunsen | عرض جغرافیایی | طول جغرافیایی | قطر          |
| ------ | ------------- | ------------- | ------------ |
| A      | ۴۳٫۲° N       | ۸۸٫۹° W       | ۳۹٫۰ کیلومتر |
| C      | ۴۴٫۲° N       | ۹۰٫۰° W       | ۱۸٫۰ کیلومتر |
| B      | ۴۴٫۲° N       | ۸۸٫۲° W       | ۲۰٫۰ کیلومتر |
| D      | ۴۰٫۹° N       | ۸۶٫۹° W       | ۱۴٫۰ کیلومتر |